# Alexander López Maya
Alexander López Maya (Cali, 26 de junio de 1967) es un abogado y político colombiano, fue senador de Colombia desde 2006 hasta el 1 de marzo de 2024; también fue el presidente del partido Polo Democrático Alternativo de 2021 a 2024. Fue miembro de la cámara de representantes, entre 2002 y 2006. fue el director del Departamento Nacional de Planeación en el gobierno de Gustavo Petro.

## Biografía
Alexander nació en la ciudad colombiana de Cali.
Cursó estudios (bachillerato) en el Colegio Jorge Isaacs, de su ciudad natal; donde participó en el movimiento estudiantil.
Estudió Derecho en la Universidad de San Buenaventura, donde se graduó y obtuvo el título de abogado. Tiene especializaciones en políticas públicas y administración de empresas sociales del Estado de la Universidad Javeriana y Jorge Tadeo Lozano.

### Activismo
A los 19 años entró a Sintraemcali, poderoso sindicato de Emcali. Ya con 22 años, entró a la junta directiva y un año después ya era el presidente de Sintraemcali y estuvo allí por 12 años hasta 2001. Desde allí lideró la lucha contra la privatización y liquidación de Emcali, debido a su constante crisis financiera.

### Vida política

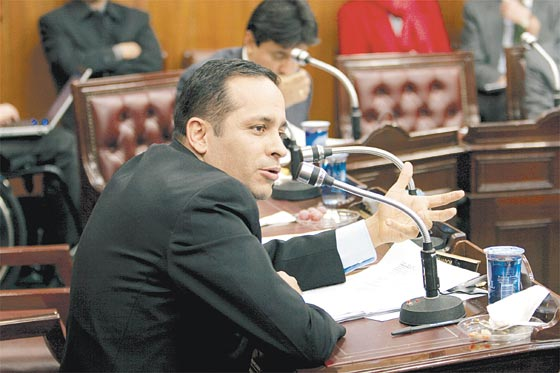
López como senador en 2012.

En 2002 ingresó al partido Polo Democrático Alternativo, donde en las elecciones legislativas de 2002, fue elegido miembro de la Cámara de Representantes por el Valle del Cauca, con un total de 38.53 votos.
Así mismo con el mismo partido, fue elegido senador de la república de Colombia, en las elecciones legislativas de 2006, con un total de 44.118 votos. Posteriormente en las elecciones legislativas de 2010, fue reelecto senador con un total de 42.275 votos.
En noviembre de 2021, renunció a la precandidatura del Pacto Histórico, del cual Polo Democrático Alternativo era parte de su composición.
En la elecciones legislativas de 2022 fue reelegido senador para el periodo 2022-2026 avalado por el Pacto Histórico.

## Amenazas contra su vida
En 2004, López denunció un plan para asesinarlo a él, a la defensora de derechos humanos del Valle, Berenice Celeita, y al líder sindical Luis Antonio Hernández Monroy por oponerse a la liquidación y venta de las Empresas Municipales de Cali.
El 12 de mayo de 2018, denunció un ataque armado contra su esquema de seguridad en la ciudad de Cali.
En 2021, López Maya contó que su esposa recibió una llamada a su celular personal en la que le manifestaron una decisión de grupos paramilitares para atentar contra el líder político del Polo Democrático y su familia. Varios congresistas se solidarizaron con el político y pidieron garantías y protección.